# 비아 돌로로사

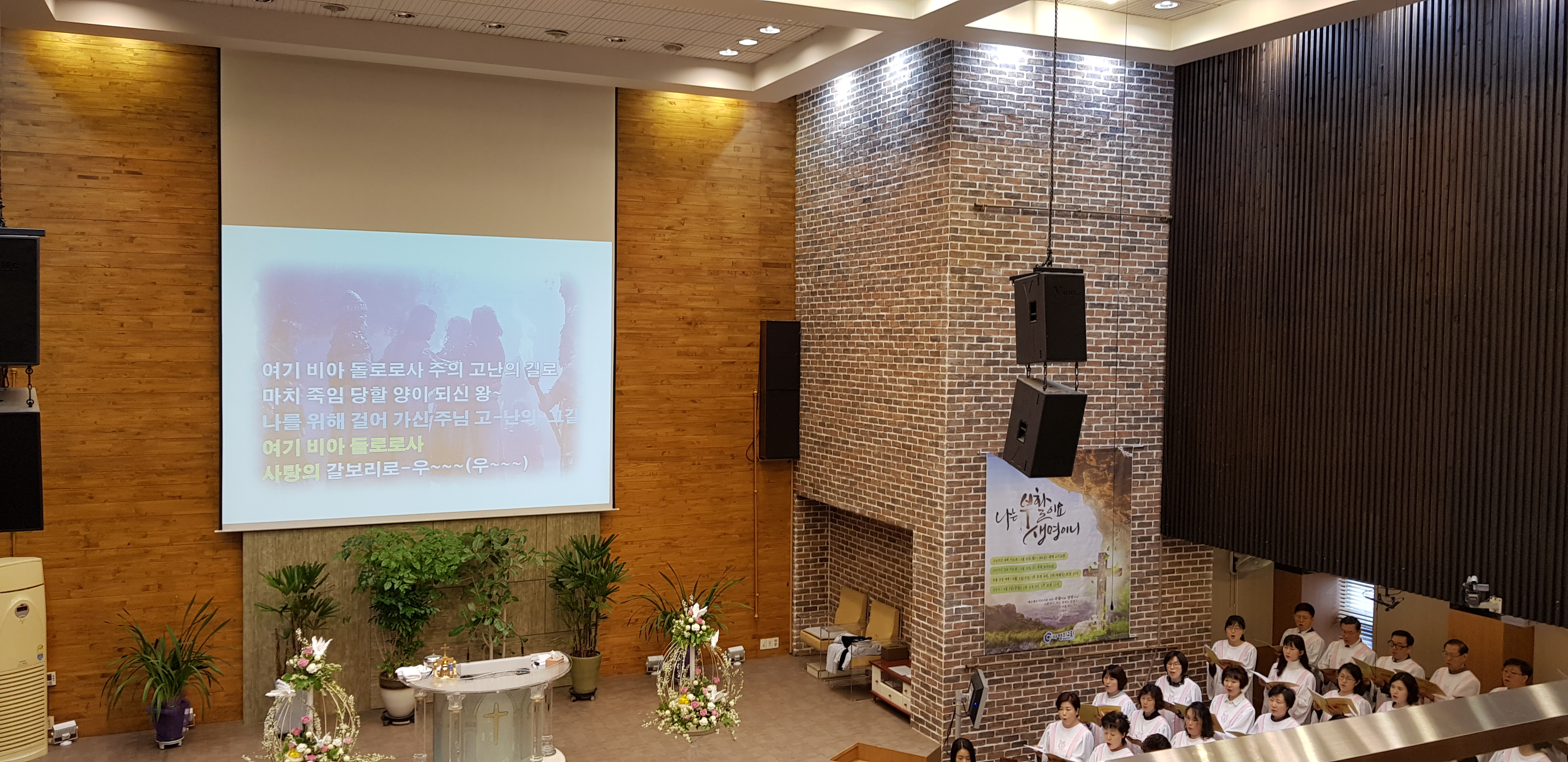
비아 돌로로사 곡을 찬양하는 사명의 교회 찬양대, 2018, 4, 1

비아 돌로로사(Via Dolorosa)(Latin:"슬픔의 길", "고난의 길," "고통의 길" 또는 "고통스러운 길"; 히브리어:ויה דולורוזה; 아랍어: طريق الآلام다)
비아 돌로 로사 (Via Dolorosa)는 라틴어로 고통의 길 - “Sorrowful Way”또는 “Way of Suffering”으로 번역되어 있으며, 이스라엘의 예루살렘에서 갈보리까지 십자가를 지고 간 예수의 고난의 길이다.
이 길은 안토니아 요새에서 성묘 교회로 가는 구불구불한 600 미터(2000 feet)의 거리로, 현재 순례자들은 예수 그리스도가 십자가에 못에 박히기 위해 걸어갔던 길로 믿고 있다.
지금은 기독교 순례자들에게 유명한 순례의 장소로 기념되고 있다.
현재의 경로는 18세기 이후에 확립된 곳으로 14개의 예수가 머물렀던 장소에서 9개의 머물렀던 장소로 표시되고 있다. (5개의 정차역은 성묘 교회안에 있음 )
순례자들은 8세기 이전부터 이스라엘 예루살렘에서 예수의 십자가 처형의 단계를 거슬러 올라가면서, 각 정류장에서 머물때마다 예수가 당했던, 고문, 선고, 십자가 운반, 십자가 처형, 죽음 및 장례식 등의 사건을 기억하면서 순례의 단계를 밟아간다.

비아 돌로로사 사진들
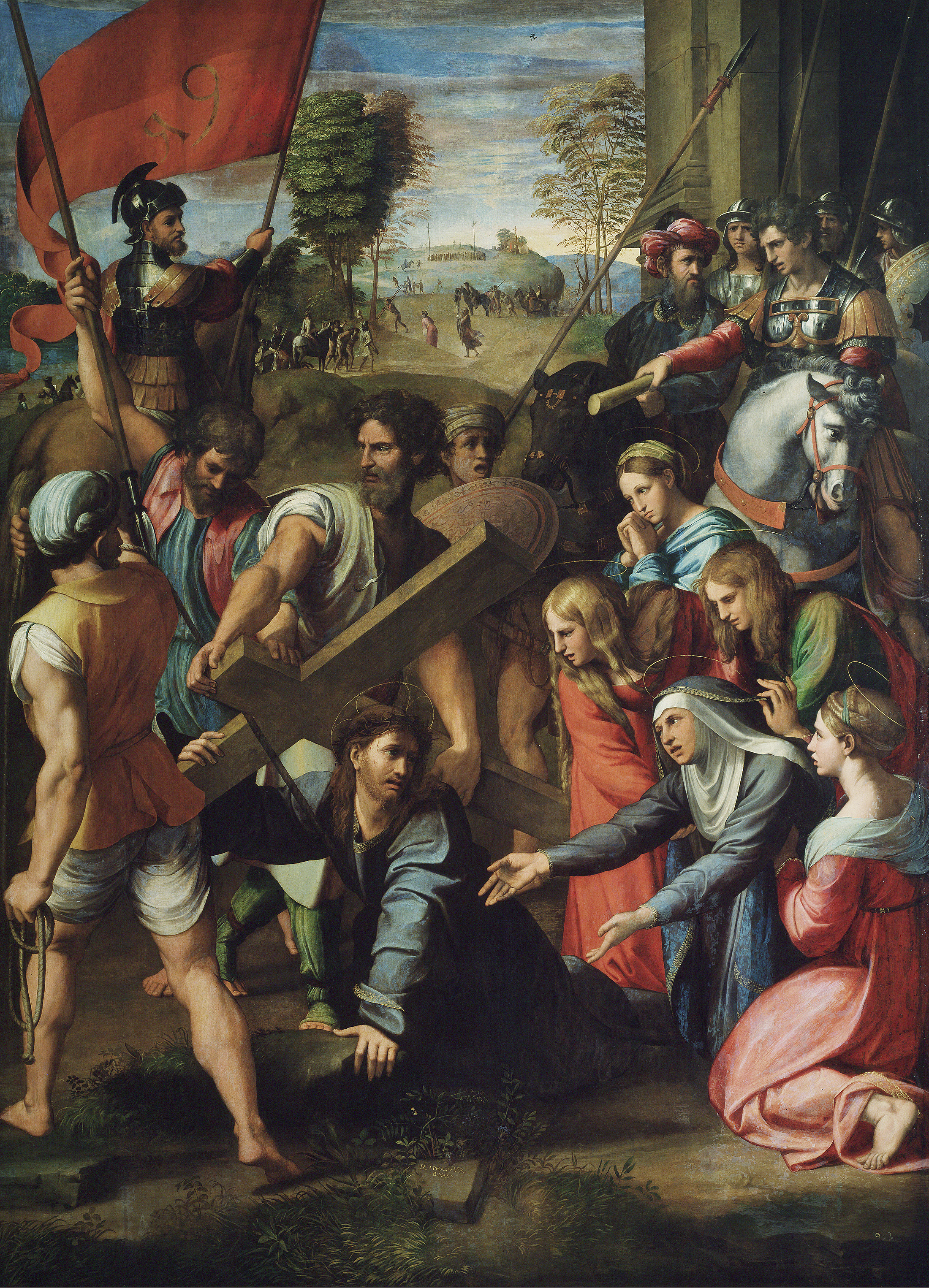
라파엘로의 작품 비아 돌로로사
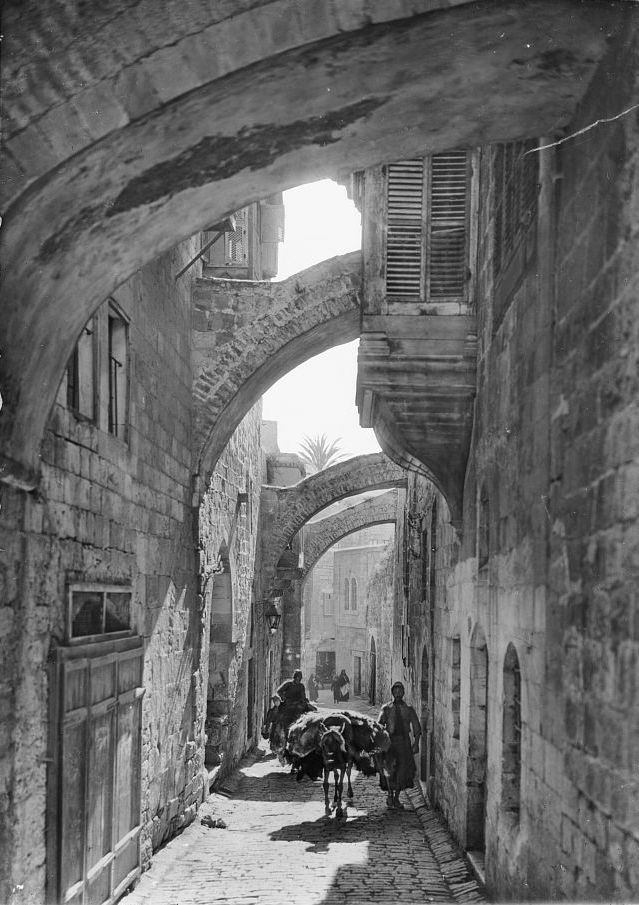
비아 돌로로사
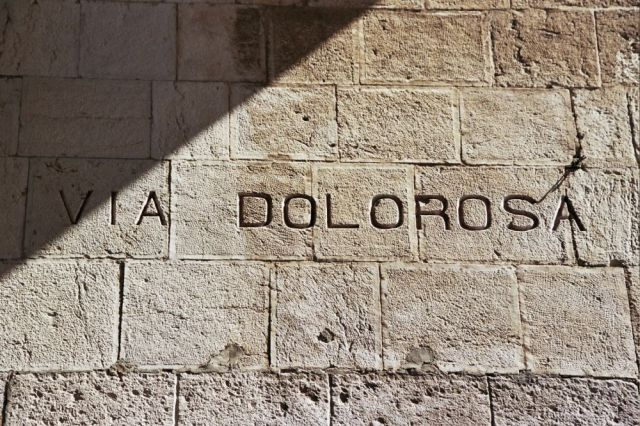
비아 돌로로사
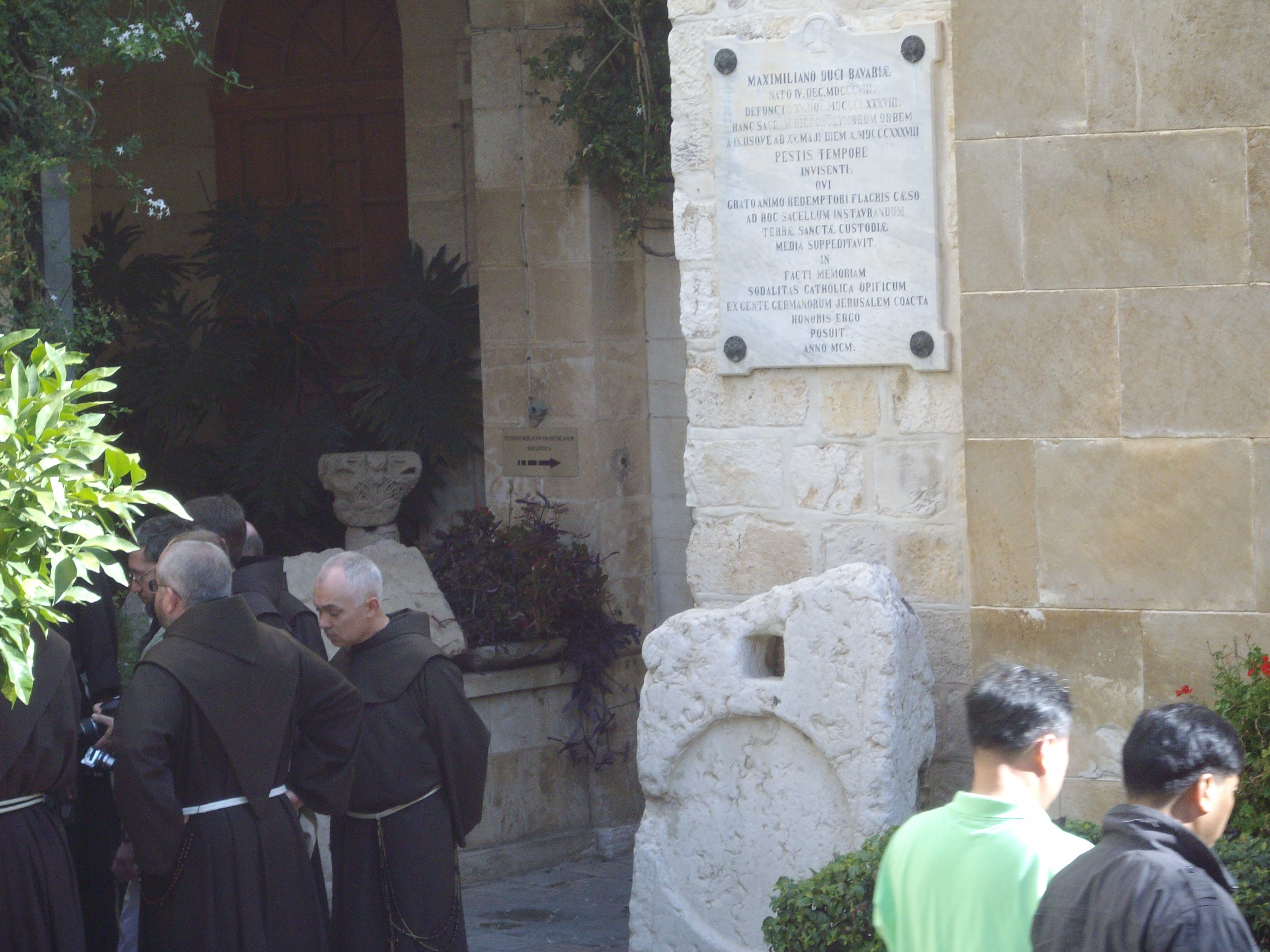
채찍맞은 곳

## 같이 보기
- 수난